# Воля-Трембська
Воля-Трембська (пол. Wola Trębska) — село в Польщі, у гміні Щавін-Косьцельни Ґостинінського повіту Мазовецького воєводства.
Населення — 232 особи (2011).
У 1975-1998 роках село належало до Плоцького воєводства.

## Демографія
Демографічна структура станом на 31 березня 2011 року:
|          | Загалом | Допрацездатний вік | Працездатний вік | Постпрацездатний вік |
| -------- | ------- | ------------------ | ---------------- | -------------------- |
| Чоловіки | 115     | 27                 | 73               | 15                   |
| Жінки    | 117     | 23                 | 67               | 27                   |
| Разом    | 232     | 50                 | 140              | 42                   |